# Барон Брантсфилд
Барон Брантсфилд из Боромьюира в городе Эдинбург — наследственный титул в системе Пэрства Соединённого королевства. Он был создан 9 марта 1942 года для шотландского консервативного политика, сэра Виктора Уоррендера, 8-го баронета (1899—1993). Он заседал в Палате общин от Грантема (1923—1942), занимал посты вице-камергера королевского двора (1932—1935), контролера королевского двора (1935), парламентского и финансового секретаря Адмиралтейства (1935, 1940—1945) и финансового секретаря военного министерства (1935—1940).

## История
Семья Уорредер происходит сэра Джорджа Уоррендера (ок. 1658—1722). Он был лордом-провостом Эдинбурга (1707, 1714) и заседал в Палате общин от Эдинбурга (1715—1722). В 1715 году для него был создан титул баронета из Локенда в графстве Хаддингтоншир (Баронетство Великобритании). Его внук, Патрик Уоррендер, 3-й баронет (1731—1799), участвовал в битве у Миндена (1759), заседал в Палате общин от Хаддингтон Бургса (1768—1774). Его преемником стал его сын, сэр Джордж Уоррендер, 4-й баронет (1782—1849). Он представлял в Палате общин Великобритании Хаддингтон Бургс (1807—1812), Труро (1812—1818), Сэндвич (1818—1826), Весбери (1826—1830) и Хонитон (1830—1832), а также служил в качестве лорда Адмиралтейства с 1812 по 1822 год. В том же 1822 году Джордж Уоррендер стал членом Тайного совета Великобритании. После его смерти титул унаследовал его младший брат, сэр Джон Уоррендер, 5-й баронет (1786—1867). Его внук, сэр Джордж Уоррендер, 7-й баронет (1860—1917), имел чин вице-адмирала королевского флота Великобритании. Его преемником стал его сын, сэр Виктор Александр Джордж Энтони Уоррендер, 8-й баронет (1899—1993), который в 1942 году был возведен в звание пэра в качестве барона Брантсфилда. По состоянию на 2024 год носителем титула являлся внук последнего, Майкл Джон Джордж Уоррендер, 3-й барон Брансфилд (род. 1949), который стал преемником своего отца в 2007 году. Лорд Брантсфилд — отставной офицер британской армии и инвестиционный банкир.

## Баронеты Уоррендер из Локенда (1715)
- 1715—1721: Сэр Джордж Уоррендер, 1-й баронет[англ.] (ок. 1658 − 4 марта 1721), сын Джорджа Уоррендера[1];
- 1721—1722: Сэр Джон Уоррендер, 2-й баронет (ок. 1686 — 18 января 1772), старший сын предыдущего[2];
- 1722—1799: Подполковник Сэр Патрик Уоррендер, 3-й баронет[англ.] (7 марта 1731 — 14 июня 1799), второй сын предыдущего[3];
- 1799—1849: Сэр Джордж Уоррендер, 4-й баронет[англ.] (5 декабря 1782 — 21 февраля 1849), старший сын предыдущего[4];
- 1849—1867: Сэр Джон Уоррендер, 5-й баронет (март 1786 — 21 января 1867), младший брат предыдущего[5];
- 1867—1901: Сэр Джордж Уоррендер, 6-й баронет (7 октября 1825 — 13 июня 1901), единственный сын предыдущего[6]
- 1901—1917: Вице-адмирал Сэр Джордж Уоррендер, 7-й баронет[англ.] (31 июля 1860 — 8 января 1917), второй сын предыдущего[7];
- 1917—1993: Сэр Виктор Александр Джордж Энтони Уоррендер, 8-й баронет[англ.] (23 июня 1899 — 14 января 1993), старший сын предыдущего, барон Брантсфилд с 1942 года[8].

## Бароны Брантсфилд (1942)
- 1942—1993: Виктор Александер Джордж Энтони Уоррендер, 1-й барон Брантсфилд[англ.] (23 июня 1899 — 14 января 1993), старший сын вице-адмирала, сэра Джорджа Уоррендера, 7-го баронета (1860—1917)[8];
- 1993—2007: Полковник Джон Роберт Уоррендер, 2-й барон Брантсфилд[англ.] (7 февраля 1921 — 14 июля 2007), старший сын предыдущего[9];
- 2007 — настоящее время: Майкл Джон Джордж Уоррендер, 3-й барон Брантсфилд (род. 9 января 1949), старший сын предыдущего[10];
  - Наследник титула: достопочтенный Джон Майкл Патрик Каспар Уоррендер (род. 1 июня 1996), единственный сын предыдущего[11].